# Jan Saenredam

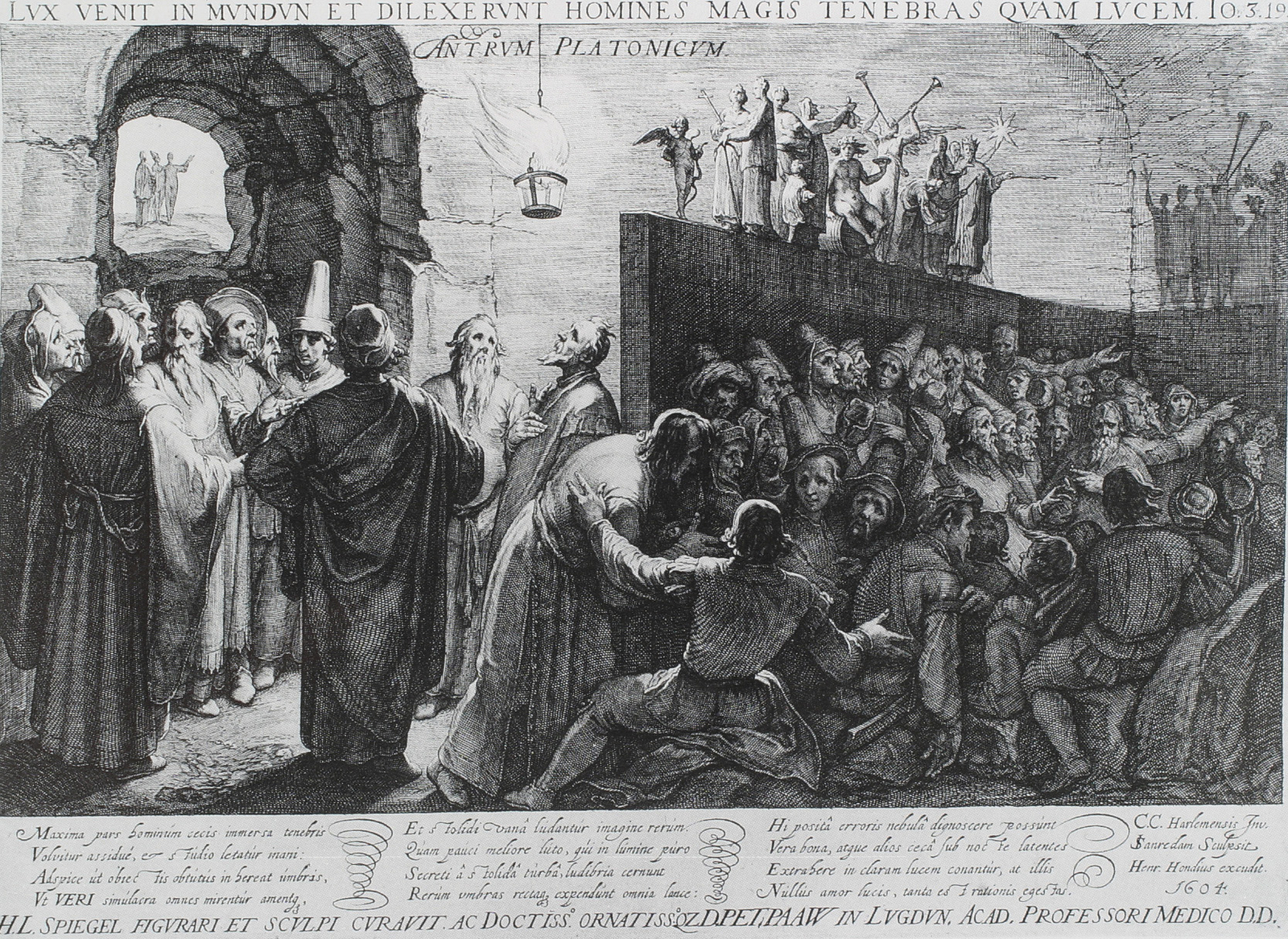
Plato's allegorie van de grot. 1604. Gravure. Verblijfplaats onbekend.

Jan Pietersz. Saenredam (Zaandam, 1565 – Assendelft, 6 april 1607) was een Nederlands graveur, tekenaar en cartograaf.

## Levensloop
Hij was een leerling van de Haarlemse kunstenaar Hendrick Goltzius en zou daarna in Amsterdam in de leer geweest zijn bij Jacques de Gheyn II. Omstreeks 1595 vestigde hij zich in de Noord-Hollandse plaats Assendelft, waar hij in 1607 overleed. Saenredam was de vader van de beroemde Nederlandse architectuurschilder Pieter Jansz. Saenredam.

## Lijst van werken
| Datering | Titel                                                               | Verblijfplaats                   | Afbeelding |
| -------- | ------------------------------------------------------------------- | -------------------------------- | ---------- |
| 1600     | Portret van Maurits, prins van Oranje, bij de landing te Philippine | Rijksmuseum Amsterdam, Amsterdam |            |
| 1606     | Profiel van Amsterdam aan het IJ                                    | Rijksmuseum Amsterdam, Amsterdam |            |

- Auckland Art Gallery Toi o Tāmaki: 260
- Art Gallery of South Australia: 13027
- Bibliothèque nationale de France: cb123913017 (data)
- Biografisch Portaal: 19493931
- Digitale Bibliotheek voor de Nederlandse Letteren: saen004
- Stuttgart Database of Scientific Illustrators 1450–1950: 2334
- Gemeinsame Normdatei: 138085803
- International Standard Name Identifier: 0000 0004 4457 3556
- KulturNav: e5a030da-d78f-42cc-8eed-2a5376fd43de
- Library of Congress Control Number: nr00037628
- National Gallery of Victoria: 3487
- Nationale Bibliotheek van Tsjechië: ola2012696401
- Nederlandse Thesaurus van Auteursnamen: 071537147
- RKD-Nederlands Instituut voor Kunstgeschiedenis: 69236
- Système universitaire de documentation: 033001545
- Museum of New Zealand Te Papa Tongarewa: 40583
- Union List of Artist Names: 500019614
- Virtual International Authority File: 7473192
- WorldCat: E39PBJyCJMDtCxFKR6ycHjwt8C